# Осек (гмина, Освенцимский повет)
Гмина Осек (Освенцимский повет) (пол. Gmina Osiek (powiat oświęcimski))  —  сельская гмина (волость) в Польше, входит как административная единица в Освенцимский повет,  Малопольское воеводство. Население — 7828 человек (на 2004 год).

## Демография
Данные по переписи 2004 года:
| Перепись                         | Всего   | Всего | Женщины | Женщины | Мужчины | Мужчины |
| -------------------------------- | ------- | ----- | ------- | ------- | ------- | ------- |
| Единицы                          | человек | %     | человек | %       | человек | %       |
| Население                        | 7828    | 100   | 3951    | 50,5    | 3877    | 49,5    |
| Плотность населения (чел./кв.км) | 190,1   | 190,1 | 95,9    | 95,9    | 94,1    | 94,1    |

## Сельские округа
1. Глембовице
2. Осек

## Соседние гмины
1. Гмина Кенты
2. Гмина Освенцим
3. Гмина Полянка-Велька
4. Гмина Вепш